# Congreso del Estado de Colima
El Honorable Congreso del Estado Libre y Soberano de Colima es el órgano de gobierno del Estado de Colima en que se deposita el Poder Legislativo. El Congreso se renueva cada tres años, iniciando su mandato el primer día de octubre del año de la elección.
La Legislatura está compuesta por 16 diputados electos por el principio de mayoría relativa, votados en distritos electorales uninominales, y 9 diputados por el principio de representación proporcional, designados de acuerdo con las bases y formas que establece la Ley.
La actual Legislatura del Congreso de Colima, cuyo periodo de sesiones corre del 2024 al 2027, es conocida como la LXI Legislatura de Colima.

## Legislaturas
| Legislatura | Periodo   |
| ----------- | --------- |
| I           | 1857-1860 |
| II          | 1860-1863 |
| III         | 1863-1864 |
| IV          | 1867-1870 |
| V           | 1870-1873 |
| VI          | 1873-1876 |
| VII         | 1876-1879 |
| VIII        | 1879-1882 |
| IX          | 1882-1885 |
| X           | 1885-1888 |
| XI          | 1888-1891 |
| VII         | 1891-1894 |
| XIII        | 1894-1897 |
| XIV         | 1897-1900 |
| XV          | 1900-1903 |
| XVI         | 1903-1906 |

| Legislatura | Periodo   |
| ----------- | --------- |
| XVII        | 1906-1909 |
| XVIII       | 1909-1912 |
| XIX         | 1912-1915 |
| XX          | 1915-1918 |
| XXI         | 1918-1920 |
| XXII        | 1920-1922 |
| XXIII       | 1922-1924 |
| XXIV        | 1924-1926 |
| XXV         | 1926-1928 |
| XXVI        | 1928-1930 |
| XXVII       | 1930-1932 |
| XXVIII      | 1932-1934 |
| XXIX        | 1934-1936 |
| XXX         | 1936-1938 |
| XXXI        | 1938-1940 |
| XXXII       | 1940-1942 |

| Legislatura | Periodo   |
| ----------- | --------- |
| XXXIII      | 1942-1945 |
| XXXIV       | 1945-1948 |
| XXXV        | 1948-1951 |
| XXXVI       | 1951-1953 |
| XXXVII      | 1953-1955 |
| XXXVIII     | 1955-1958 |
| XXXIX       | 1958-1961 |
| XL          | 1961-1964 |
| XLI         | 1964-1967 |
| XLII        | 1967-1970 |
| XLIII       | 1970-1973 |
| XLIV        | 1973-1976 |
| XLV         | 1976-1979 |
| XLVI        | 1979-1982 |
| XLVII       | 1982-1985 |
| XLVIII      | 1985-1988 |

| Legislatura | Periodo   |
| ----------- | --------- |
| XLIX        | 1988-1991 |
| L           | 1991-1994 |
| LI          | 1994-1997 |
| LII         | 1997-2000 |
| LIII        | 2000-2003 |
| LIV         | 2003-2006 |
| LV          | 2006-2009 |
| LVI         | 2009-2012 |
| LVII        | 2012-2015 |
| LVIII       | 2015-2018 |
| LIX         | 2018-2021 |
| LX          | 2021-2024 |
| LXI         | 2024-2027 |